# 鄒伯奇

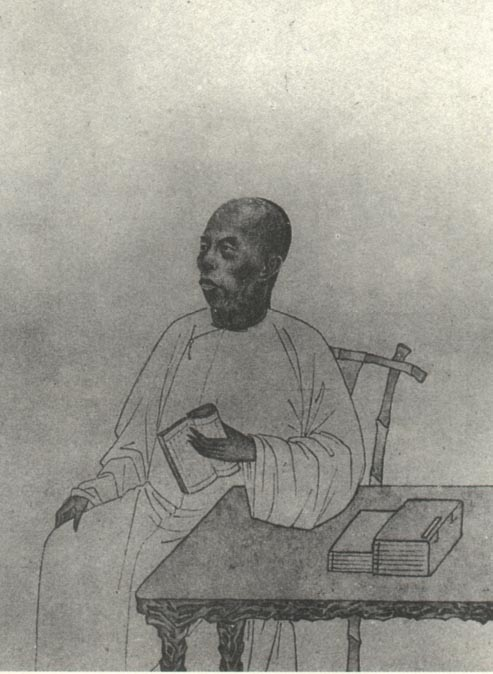
鄒伯奇畫像

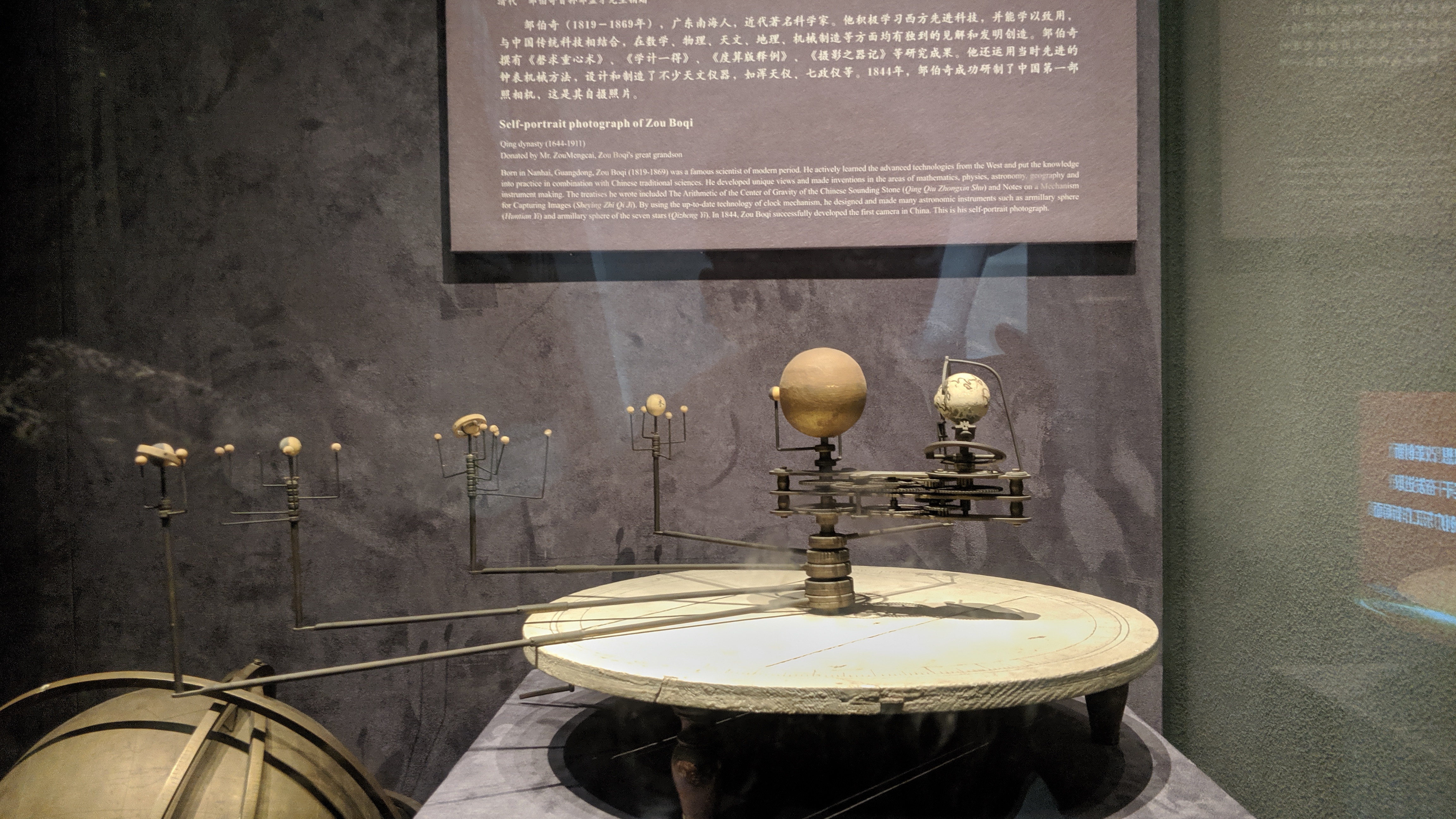
清代邹伯奇研制的天文仪器“七政仪”

鄒伯奇（1819年—1869年），字特夫，又字一鶚、徴君，廣東南海人，清末科學家，近代廣東第一位科學家，精通天文學、數學和幾何光學。除此之外，鄒伯奇對測量學也有深入的認識。據悉，鄒伯奇是中國攝影的先驅之一，成功拍攝人物肖像。鄒伯奇又製作過不少科學儀器，例如望遠鏡、顯微鏡、天球儀、稱為「七政儀」的太陽系模型等。
鄒伯奇在1869年（同治八年五月）離世，享年51歲。稱為《鄒徵君遺書》的文集，在1874年刊刻，收錄《格術補》和《對數尺記》等著作。其中，《格術補》是幾何光學著作，又有關於小孔成像的描述。

## 延伸阅读
[在维基数据编辑]
 《清史稿·卷507》，出自趙爾巽《清史稿》

## 備註
1. ↑  有網站刊登文章，聲稱鄒伯奇製作了中國第一部「相機」，即《攝影之器記》中提及的「攝影器」，更聲稱他以攝影方式測繪地圖。不過，整篇文章自相矛盾，不可盡信。例如在描述攝影器的操作時，竟提及以白紙臨摹景物，又指鄒伯奇和他的學生，就是以這種方式測繪廣東沿海地圖。顯然，鄒伯奇的攝影器，並不是照相機，倒可能是歐洲畫家常用的暗箱（Camera obscura）。事實上，文章又稱鄒伯奇的攝影器，實際上是景畫器，即前述的暗箱。由此推論，所謂的「攝影測繪地圖」之說，純屬誤會。但文章仍稱鄒氏以攝影方式測繪地圖，實在令人費解。羊城晚報也刊登文章，指鄒氏之攝影器，並非照相機，只不過是用作測繪的儀器。
2. ↑  儘管「製造中國首部相機」之說備受質疑，本條目仍稱鄒伯奇為中國攝影先驅之一，理由是有聲稱是鄒氏自拍照的玻璃底片留存後世。至於這些玻璃底片是以哪一種攝方法拍攝，還有拍攝年份，仍有待更可靠的消息來源出現，方能補充。另外，有文章稱鄒伯奇為「中國攝影第一人」，卻無法提供照片的詳細資料。為中立起見，本條目只能稱鄒氏為中國攝影先驅之一。
3. ↑  假如鄒伯奇從來沒有製造過照相機，那麼他是如何拍攝這些照片﹖或許一如法國攝影先驅尼埃普斯和達蓋爾，鄒伯奇以暗箱拍攝實驗照相，這樣就不難理解。當然，也不能排除鄒伯奇後來真的造了一台相機，甚至買了一台相機。考慮到某些文章以幾近怪力亂神的方式，「記述」鄒伯奇的事蹟，甚至扯到國仇家恨，這些文章實在不足信。除非能夠提供更準確可靠的資料，否則勢必引發爭議。
4. ↑  收錄的鄒氏著作包括《學計一得》、《補小爾雅釋度量衡》、《格術補》、《對數尺記》、《乘方捷術》、《鄒徵君存稿》、《輿地全圖》、《赤道南北恆星圖》，附錄的《夏氏算學》和《徐氏算學文集》分別由夏鸞翔和徐有壬撰寫。另外，這些著作的名稱和卷數，不同的消息來源，或有差異。本條目以京都大學人文科學研究所的影像檔案，校對鄒氏著作名稱，卷數則從略。
5. ↑  「密室小孔漏光 必成倒影 雲鳥東飛 其影西逝」[3]

## 外部連結
- 從生炒排骨說到攝影之器